# Eutichurus itamaraju
Eutichurus itamaraju är en spindelart som beskrevs av Alexandre B. Bonaldo 1994. Eutichurus itamaraju ingår i släktet Eutichurus och familjen sporrspindlar. Inga underarter finns listade i Catalogue of Life.